# Fantozzi alla riscossa
Fantozzi alla riscossa è un film del 1990 diretto da Neri Parenti. È il settimo capitolo della saga incentrata sulle vicende dell'ormai ex impiegato Ugo Fantozzi, ideato ed interpretato da Paolo Villaggio e, così come nel precedente Fantozzi va in pensione, la quasi totalità delle avventure del celebre ragioniere non riguarda più il lavoro ma la vita personale di Fantozzi, facendo così assumere alla pellicola una connotazione più "privata" e malinconica.
Il film è il primo in cui Fantozzi tenta di sovvertire la propria disagiata condizione economica e sociale, cercando un riscatto risolutore che tuttavia non troverà mai.
Al contrario del capitolo precedente della saga, la trama è meno unitaria e risulta divisa in vari episodi, tutti però legati in qualche modo l'uno all'altro.

## Trama
Oramai in pensione, Fantozzi viene richiamato dalla Megaditta durante l'incontro annuale tra il Direttore Naturale Barambani e i neoassunti, ma la sua presenza è motivata unicamente dal fatto di volerlo presentare come un esempio in negativo, per dimostrare cosa non fare per salire nella gerarchia aziendale. Il tutto si rivela solo un incubo del ragioniere, che però lo porta a uno stato di sonnambulismo e a soffrire di depressione e complesso di inferiorità.
Un produttore cinematografico, notando Ughina, figlia di Mariangela e quindi nipotina di Fantozzi, la sceglie come protagonista di un film. Fantozzi diventa il suo agente e accarezza le possibilità di riscatto che ne deriverebbero, ma al provino lo attende una brutta sorpresa: il film è di fantascienza e Ughina avrebbe la parte della figlia di una scimmia. Pina si oppone a una simile umiliazione e Fantozzi deve rinunciare ai suoi sogni di gloria.
Fantozzi viene nominato giudice popolare e il suo primo caso è un processo di mafia; si dimostra incorruttibile a differenza di molti suoi colleghi, a cominciare dal presidente della giuria. I mafiosi, inizialmente, tentano di corromperlo ma poi passano a metodi meno amichevoli: prima gli mettono una piovra viva nel letto, poi gli tendono un agguato e cercano di violentare la figlia Mariangela. Dopo aver evitato i vari attentati, arrivando persino a blindare la Bianchina (divenuta così pesante da sprofondare durante un ingorgo nelle catacombe di Cecilia Metella) e ad assumere un vecchio metronotte in bicicletta come scorta, Fantozzi arriva alla data del verdetto finale. I giudici sono in perfetta parità, con lui ultimo a votare. "Persuaso" da due mafiosi, il ragioniere si addossa tutti i reati e viene condannato. Uscirà di carcere dopo sei mesi per semi-infermità mentale.
Dopo una visita dallo psicanalista della mutua, dal quale ottiene la diagnosi di "non avere nessun complesso di inferiorità", bensì di "essere inferiore", Fantozzi decide di prendere lezioni di violenza e si reca da un hooligan, lasciato in Italia dai compatrioti dopo i mondiali del 1990. Quest'ultimo cerca di stimolare Fantozzi alla violenza con degli atti di vandalismo, tra i quali il furto di uno stereo da un negozio (che invece diventa un acquisto), la rottura di un lampadario con la fionda e il rifacimento della celebre scena del treno di Amici miei; il treno scelto da Fantozzi però è in arrivo e non in partenza, ed il ragioniere viene travolto dalla folla inferocita.
L'esame finale consiste nello scippare una vecchia. La Pina si presta a una simulazione, ma Fantozzi sbaglia bersaglio e scippa per errore il Direttore Naturale Barambani, che si era travestito da donna per "andare ad insidiare gli allievi della scuola svizzera". La signora Pina viene invece derubata da veri ladri, della borsa in cui c'era tutto il denaro che possedevano i coniugi. Portato davanti al "Gran Consiglio dei Dieci Assenti" (forse ispirato al Gran consiglio del fascismo e al Consiglio dei Dieci) della Megaditta, Fantozzi viene elogiato: per la prima volta nella sua vita si è comportato in modo grintoso e rapace. Inizia così una carriera fulminante, che richiede solo la sua firma su innumerevoli carte, ottenendo privilegi riservati ai megadirettori, fino ad arrivare al "cocchio a due pariglie bianche e il potere temporale". A questo punto però Fantozzi viene colto da una retata della Guardia di Finanza e condannato per bancarotta fraudolenta: l'ex megadirettore, infatti, se ne è servito come involontario prestanome, addossandogli ogni sua colpa e usandolo come esca per evitare l'arresto.
Comunque Fantozzi esce ben presto di galera "per totale infermità mentale", anche grazie a un bestseller nel frattempo scritto dalla moglie: "Come vivere con un fallito ed essere felici". Offeso da questa umiliazione, Fantozzi decide di divorziare e cerca di riannodare i rapporti con la signorina Silvani; quest'ultima accetta perché ancora più disperata di lui. Fantozzi, aiutato dal suo ex collega, il Geometra Filini, acquista una casetta in campagna, in realtà la ex chiesa di San Crisostomo del Pantano (posta nell'unica zona riuscita a resistere ai tentativi di bonifica dei Papi e di Benito Mussolini). L'esperienza si rivela breve e niente affatto positiva.
Fantozzi si affida ad una costosa agenzia matrimoniale, dotata di un sofisticato "cervellone elettronico", per capire chi sia la sua anima gemella. Il responso del computer è inequivocabile: la sua dolce metà è la signora Pina (anche lei si era affidata alla stessa agenzia matrimoniale), con cui decide di riallacciare i rapporti.

## Produzione
Diverse scene sono state girate a Roma.

## Riconoscimenti
David di Donatello 1991
- Candidatura alla Migliore Attrice non Protagonista per Milena Vukotic

Nastri d'argento 1991
- Candidatura alla Migliore Attrice non Protagonista per Milena Vukotic